# 2020-as Formula–1 brit nagydíj
A brit nagydíj volt a 2020-as Formula–1 világbajnokság negyedik futama, amelyet 2020. július 31. és augusztus 2. között rendeztek meg a Silverstone Circuit versenypályán, Silverstone-ban.
Sergio Pérez nem vehetett részt a versenyen, miután a versenyhétvége előtt pozitív lett a koronavírustesztje. Helyét ideiglenesen az előző szezon végén a Formula–1-ből távozó Nico Hülkenberg vette át.

## Választható keverékek
| Abroncs              | Friss | Használt |
| -------------------- | ----- | -------- |
| Kemény keverék (C1)  |       |          |
| Közepes keverék (C2) |       |          |
| Lágy keverék (C3)    |       |          |
| Átmeneti esőgumi (I) |       |          |
| Teljes esőgumi (W)   |       |          |

## Szabadedzések

### Első szabadedzés
A brit nagydíj első szabadedzését július 31-én, pénteken délelőtt tartották, magyar idő szerint 12:00-tól.
| helyezés | versenyző          | csapat/motor          | elért idő  | különbség | futott kör |
| -------- | ------------------ | --------------------- | ---------- | --------- | ---------- |
| 1        | Max Verstappen     | Red Bull-Honda        | 1:27,422   | −         | 27         |
| 2        | Lewis Hamilton     | Mercedes              | 1:27,896   | +0,474    | 27         |
| 3        | Lance Stroll       | Racing Point-Mercedes | 1:28,004   | +0,582    | 22         |
| 4        | Alexander Albon    | Red Bull-Honda        | 1:28,129   | +0,707    | 24         |
| 5        | Charles Leclerc    | Ferrari               | 1:28,221   | +0,799    | 22         |
| 6        | Valtteri Bottas    | Mercedes              | 1:28,519   | +1,097    | 29         |
| 7        | Esteban Ocon       | Renault               | 1:28,559   | +1,137    | 26         |
| 8        | Daniel Ricciardo   | Renault               | 1:28,575   | +1,153    | 22         |
| 9        | Nico Hülkenberg    | Racing Point-Mercedes | 1:28,592   | +1,170    | 23         |
| 10       | Danyiil Kvjat      | AlphaTauri-Honda      | 1:28,868   | +1,446    | 21         |
| 11       | Pierre Gasly       | AlphaTauri-Honda      | 1:28,909   | +1,487    | 24         |
| 12       | Carlos Sainz Jr.   | McLaren-Renault       | 1:28,988   | +1,566    | 24         |
| 13       | Lando Norris       | McLaren-Renault       | 1:28,990   | +1,568    | 22         |
| 14       | Kevin Magnussen    | Haas-Ferrari          | 1:29,532   | +2,110    | 23         |
| 15       | Romain Grosjean    | Haas-Ferrari          | 1:29,576   | +2,154    | 25         |
| 16       | Kimi Räikkönen     | Alfa Romeo-Ferrari    | 1:29,746   | +2,324    | 24         |
| 17       | George Russell     | Williams-Mercedes     | 1:29,899   | +2,477    | 23         |
| 18       | Antonio Giovinazzi | Alfa Romeo-Ferrari    | 1:29,925   | +2,503    | 17         |
| 19       | Nicholas Latifi    | Williams-Mercedes     | 1:30,703   | +3,281    | 20         |
| 20       | Sebastian Vettel   | Ferrari               | idő nélkül | –         | 2          |

### Második szabadedzés
A brit nagydíj második szabadedzését július 31-én, pénteken délután tartották, magyar idő szerint 16:00-tól.
| helyezés | versenyző          | csapat/motor          | elért idő | különbség | futott kör |
| -------- | ------------------ | --------------------- | --------- | --------- | ---------- |
| 1        | Lance Stroll       | Racing Point-Mercedes | 1:27,274  | −         | 29         |
| 2        | Alexander Albon    | Red Bull-Honda        | 1:27,364  | +0,090    | 13         |
| 3        | Valtteri Bottas    | Mercedes              | 1:27,431  | +0,157    | 30         |
| 4        | Charles Leclerc    | Ferrari               | 1:27,570  | +0,296    | 30         |
| 5        | Lewis Hamilton     | Mercedes              | 1:27,581  | +0,307    | 27         |
| 6        | Carlos Sainz Jr.   | McLaren-Renault       | 1:27,820  | +0,546    | 35         |
| 7        | Nico Hülkenberg    | Racing Point-Mercedes | 1:27,910  | +0,636    | 28         |
| 8        | Pierre Gasly       | AlphaTauri-Honda      | 1:27,997  | +0,723    | 31         |
| 9        | Daniel Ricciardo   | Renault               | 1:28,112  | +0,838    | 30         |
| 10       | Kimi Räikkönen     | Alfa Romeo-Ferrari    | 1:28,159  | +0,885    | 35         |
| 11       | Lando Norris       | McLaren-Renault       | 1:28,169  | +0,895    | 26         |
| 12       | Esteban Ocon       | Renault               | 1:28,219  | +0,945    | 35         |
| 13       | Antonio Giovinazzi | Alfa Romeo-Ferrari    | 1:28,256  | +0,982    | 31         |
| 14       | Max Verstappen     | Red Bull-Honda        | 1:28,390  | +1,116    | 23         |
| 15       | Danyiil Kvjat      | AlphaTauri-Honda      | 1:28,426  | +1,152    | 29         |
| 16       | Romain Grosjean    | Haas-Ferrari          | 1:28,564  | +1,290    | 27         |
| 17       | George Russell     | Williams-Mercedes     | 1:28,771  | +1,497    | 26         |
| 18       | Sebastian Vettel   | Ferrari               | 1:28,860  | +1,586    | 23         |
| 19       | Kevin Magnussen    | Haas-Ferrari          | 1:28,898  | +1,624    | 27         |
| 20       | Nicholas Latifi    | Williams-Mercedes     | 1:29,958  | +2,684    | 35         |

### Harmadik szabadedzés
A brit nagydíj harmadik szabadedzését augusztus 1-jén, szombaton délelőtt tartották, magyar idő szerint 12:00-tól.
| helyezés | versenyző          | csapat/motor          | elért idő | különbség | futott kör |
| -------- | ------------------ | --------------------- | --------- | --------- | ---------- |
| 1        | Valtteri Bottas    | Mercedes              | 1:25,873  | −         | 18         |
| 2        | Lewis Hamilton     | Mercedes              | 1:26,011  | +0,138    | 21         |
| 3        | Max Verstappen     | Red Bull-Honda        | 1:26,173  | +0,300    | 15         |
| 4        | Lance Stroll       | Racing Point-Mercedes | 1:26,576  | +0,703    | 13         |
| 5        | Carlos Sainz Jr.   | McLaren-Renault       | 1:26,664  | +0,791    | 22         |
| 6        | Charles Leclerc    | Ferrari               | 1:26,771  | +0,898    | 19         |
| 7        | Lando Norris       | McLaren-Renault       | 1:26,798  | +0,925    | 22         |
| 8        | Daniel Ricciardo   | Renault               | 1:26,841  | +0,968    | 14         |
| 9        | Nico Hülkenberg    | Racing Point-Mercedes | 1:26,872  | +0,999    | 14         |
| 10       | Pierre Gasly       | AlphaTauri-Honda      | 1:27,046  | +1,173    | 19         |
| 11       | Danyiil Kvjat      | AlphaTauri-Honda      | 1:27,076  | +1,203    | 17         |
| 12       | Esteban Ocon       | Renault               | 1:27,158  | +1,285    | 15         |
| 13       | Alexander Albon    | Red Bull-Honda        | 1:27,178  | +1,305    | 9          |
| 14       | Sebastian Vettel   | Ferrari               | 1:27,251  | +1,378    | 20         |
| 15       | Romain Grosjean    | Haas-Ferrari          | 1:27,537  | +1,664    | 17         |
| 16       | George Russell     | Williams-Mercedes     | 1:27,738  | +1,865    | 16         |
| 17       | Antonio Giovinazzi | Alfa Romeo-Ferrari    | 1:27,825  | +1,952    | 15         |
| 18       | Kevin Magnussen    | Haas-Ferrari          | 1:27,860  | +1,987    | 15         |
| 19       | Kimi Räikkönen     | Alfa Romeo-Ferrari    | 1:27,976  | +2,103    | 19         |
| 20       | Nicholas Latifi    | Williams-Mercedes     | 1:28,112  | +2,239    | 15         |

## Időmérő edzés
A brit nagydíj időmérő edzését augusztus 1-jén, szombaton délután futották, magyar idő szerint 15:00-tól.
| helyezés              | rajtszám | versenyző          | csapat/motor          | 1. rész  | 2. rész     | 3. rész  | rajthely | futott kör |
| --------------------- | -------- | ------------------ | --------------------- | -------- | ----------- | -------- | -------- | ---------- |
| 1                     | 44       | Lewis Hamilton     | Mercedes              | 1:25,900 | 1:25,347    | 1:24,303 | 1        | 22         |
| 2                     | 77       | Valtteri Bottas    | Mercedes              | 1:25,801 | 1:25,015    | 1:24,616 | 2        | 17         |
| 3                     | 33       | Max Verstappen     | Red Bull-Honda        | 1:26,115 | 1:26,144    | 1:25,325 | 3        | 15         |
| 4                     | 16       | Charles Leclerc    | Ferrari               | 1:26,550 | 1:26,203    | 1:25,427 | 4        | 16         |
| 5                     | 4        | Lando Norris       | McLaren-Renault       | 1:26,855 | 1:26,420    | 1:25,782 | 5        | 20         |
| 6                     | 18       | Lance Stroll       | Racing Point-Mercedes | 1:26,243 | 1:26,501[1] | 1:25,839 | 6        | 20         |
| 7                     | 55       | Carlos Sainz Jr.   | McLaren-Renault       | 1:26,715 | 1:26,149    | 1:25,965 | 7        | 20         |
| 8                     | 3        | Daniel Ricciardo   | Renault               | 1:26,677 | 1:26,339    | 1:26,009 | 8        | 19         |
| 9                     | 31       | Esteban Ocon       | Renault               | 1:26,396 | 1:26,252    | 1:26,209 | 9        | 20         |
| 10                    | 5        | Sebastian Vettel   | Ferrari               | 1:26,469 | 1:26,455    | 1:26,339 | 10       | 20         |
| 11                    | 10       | Pierre Gasly       | AlphaTauri-Honda      | 1:26,343 | 1:26,501[1] |          | 11       | 12         |
| 12                    | 23       | Alexander Albon    | Red Bull-Honda        | 1:26,565 | 1:26,545    |          | 12       | 11         |
| 13                    | 27       | Nico Hülkenberg    | Racing Point-Mercedes | 1:26,327 | 1:26,566    |          | 13       | 14         |
| 14                    | 26       | Danyiil Kvjat      | AlphaTauri-Honda      | 1:26,774 | 1:26,744    |          | 19[2]    | 12         |
| 15                    | 63       | George Russell     | Williams-Mercedes     | 1:26,732 | 1:27,092    |          | 20[3]    | 14         |
| 16                    | 20       | Kevin Magnussen    | Haas-Ferrari          | 1:27,158 |             |          | 14       | 9          |
| 17                    | 99       | Antonio Giovinazzi | Alfa Romeo-Ferrari    | 1:27,164 |             |          | 15       | 9          |
| 18                    | 7        | Kimi Räikkönen     | Alfa Romeo-Ferrari    | 1:27,366 |             |          | 16       | 9          |
| 19                    | 8        | Romain Grosjean    | Haas-Ferrari          | 1:27,643 |             |          | 17       | 9          |
| 20                    | 6        | Nicholas Latifi    | Williams-Mercedes     | 1:27,705 |             |          | 18       | 7          |
| 107%-os idő: 1:31,807 |          |                    |                       |          |             |          |          |            |

Megjegyzés:
- ↑ 1:  — Lance Stroll és Pierre Gasly egyforma időt autóztak a Q2 végén, de mivel Stroll előbb érte el ezt az időt, ezért ő jutott tovább a Q3-ba a 10. helyen.
- ↑ 2:  — Danyiil Kvjat autójában sebességváltót cseréltek, ezért 5 rajthelyes büntetést kapott a futamra.[4]
- ↑ 3:  — George Russell figyelmen kívül hagyta a sárga zászlót a Q1-ben, ezért 5 rajthelyes büntetést kapott a futamra.[5]

## Futam
A brit nagydíj futama augusztus 2-án, vasárnap rajtolt, magyar idő szerint 15:10-kor.
| helyezés | rajtszám | versenyző          | csapat/motor          | futott kör | idő/kiesés oka | rajthely | abroncs | pont  |
| -------- | -------- | ------------------ | --------------------- | ---------- | -------------- | -------- | ------- | ----- |
| 1        | 44       | Lewis Hamilton     | Mercedes              | 52         | 1:28:01,283    | 1        |         | 25    |
| 2        | 33       | Max Verstappen     | Red Bull-Honda        | 52         | +5,856         | 3        |         | 19[4] |
| 3        | 16       | Charles Leclerc    | Ferrari               | 52         | +18,474        | 4        |         | 15    |
| 4        | 3        | Daniel Ricciardo   | Renault               | 52         | +19,650        | 8        |         | 12    |
| 5        | 4        | Lando Norris       | McLaren-Renault       | 52         | +22,277        | 5        |         | 10    |
| 6        | 31       | Esteban Ocon       | Renault               | 52         | +26,937        | 9        |         | 8     |
| 7        | 10       | Pierre Gasly       | AlphaTauri-Honda      | 52         | +31,188        | 11       |         | 6     |
| 8        | 23       | Alexander Albon    | Red Bull-Honda        | 52         | +32,670        | 12       |         | 4     |
| 9        | 18       | Lance Stroll       | Racing Point-Mercedes | 52         | +37,311        | 6        |         | 2     |
| 10       | 5        | Sebastian Vettel   | Ferrari               | 52         | +41,857        | 10       |         | 1     |
| 11       | 77       | Valtteri Bottas    | Mercedes              | 52         | +42,167        | 2        |         |       |
| 12       | 63       | George Russell     | Williams-Mercedes     | 52         | +52,004        | 20       |         |       |
| 13       | 55       | Carlos Sainz Jr.   | McLaren-Renault       | 52         | +53,370        | 7        |         |       |
| 14       | 99       | Antonio Giovinazzi | Alfa Romeo-Ferrari    | 52         | +54,205[5]     | 15       |         |       |
| 15       | 6        | Nicholas Latifi    | Williams-Mercedes     | 52         | +54,549        | 18       |         |       |
| 16       | 8        | Romain Grosjean    | Haas-Ferrari          | 52         | +55,050        | 17       |         |       |
| 17       | 7        | Kimi Räikkönen     | Alfa Romeo-Ferrari    | 51         | +1 kör         | 16       |         |       |
| ki       | 26       | Danyiil Kvjat      | AlphaTauri-Honda      | 11         | baleset        | 19       |         |       |
| ki       | 20       | Kevin Magnussen    | Haas-Ferrari          | 1          | baleset        | 14       |         |       |
| ni       | 27       | Nico Hülkenberg    | Racing Point-Mercedes | 0          | erőforrás      | –[6]     |         |       |

Megjegyzés:
- ↑ 4:  — Max Verstappen a helyezéséért járó pontok mellett a versenyben futott leggyorsabb körért további 1 pontot szerzett.
- ↑ 5:  — Antonio Giovinazzi a 12. helyen ért célba, ám utólag 5 másodperces időbüntetést kapott veszélyes kiengedésért.[7]
- ↑ 6:  — Nico Hülkenberg a 13. rajthelyet szerezte meg az időmérőn, ám műszaki hiba miatt nem tudott elrajtolni, így a 13. rajtkocka üresen maradt.[8]

## A világbajnokság állása a verseny után
| H   | Versenyzők       | Pont | H   | Konstruktőrök         | Pont |
| --- | ---------------- | ---- | --- | --------------------- | ---- |
| 1.  | Lewis Hamilton   | 88   | 1.  | Mercedes              | 146  |
| 2.  | Valtteri Bottas  | 58   | 2.  | Mercedes              | 78   |
| 3.  | Max Verstappen   | 52   | 3.  | Red Bull-Honda        | 51   |
| 4.  | Lando Norris     | 36   | 4.  | McLaren-Renault       | 43   |
| 5.  | Charles Leclerc  | 33   | 5.  | Ferrari               | 42   |
| 6.  | Alexander Albon  | 26   | 6.  | Red Bull-Honda        | 32   |
| 7.  | Sergio Pérez     | 22   | 7.  | Racing Point-Mercedes | 13   |
| 8.  | Lance Stroll     | 20   | 8.  | Racing Point-Mercedes | 2    |
| 9.  | Daniel Ricciardo | 20   | 9.  | Renault               | 1    |
| 10. | Carlos Sainz Jr. | 15   | 10. | McLaren-Renault       | 0    |

(A teljes táblázat)

## Statisztikák
- Vezető helyen:
  - Lewis Hamilton: 52 kör (1-52)
- Lewis Hamilton 91. pole-pozíciója és 87. futamgyőzelme.
- Max Verstappen 8. versenyben futott leggyorsabb köre.
- A Mercedes 106. futamgyőzelme.
- Lewis Hamilton 154., Max Verstappen 34., Charles Leclerc 12. dobogós helyezése.
- Lewis Hamilton lett a Formula–1 történetének első versenyzője, aki 7 alkalommal nyerte meg hazája nagydíját.[9]